# Promoe
Promoe (* 28. April 1976 in der Gemeinde Västerås; bürgerlich Mårten Edh) ist ein schwedischer Rapper. Neben seinen Solo-Aktivitäten ist er Mitbegründer der auch international erfolgreichen Hip-Hop-Combo Looptroop, die später in Looptroop Rockers umbenannt wurde.

## Karriere
Promoe beschäftigte sich nach eigener Angabe ab 1986 mit der Hip-Hop-Kultur, wobei er sich zunächst als Graffiti-Künstler betätigte. Ab 1991 war er auch als MC aktiv. Ein oder zwei Jahre später gründete er gemeinsam mit DJ Embee und Cosmic Looptroop. Mit der Aktion 'LTR25' feiert die Gruppe seit 28. April 2017 offiziell das 25-jährige Gründungsjubiläum mit 25 Veröffentlichungen in 25 Wochen, wobei neben den Crew-Singles auch diverse Solo-Songs von Promoe im Rahmen dieser Download-Reihe erschienen sind. 2001 veröffentlichte Promoe sein erstes Soloalbum, dem eine Reihe weiterer folgten. Promoe ist Anarchist, seine Texte sind größtenteils gesellschaftskritisch und links-aktivistisch geprägt.

## Solo-Diskografie
Für die Veröffentlichungen mit der Band siehe Looptroop Rockers #Diskografie.

### Alben
- 2001: Government Music
- 2004: Long Distance Runner
- 2006: White Man's Burden
- 2007: Standard Bearer
- 2009: Kråksången
- 2009: Bondfångeri
- 2016: Fult Folk
- 2018: Public Enemy (mit Don Martin)
- 2018: Run Deep
- 2019: The Art of Losing

### 12-Inch-Singles
- 1999: Promoe (ft. Timbuktu): Naked Lunch (/bw.: Off Men & Mics)
  - Promoe (ft. Timbuktu): The Bad Sleep Well (/bw.: Hunger // Das Boot)
  - Promoe (ft. Timbuktu): Vertigo (/bw.: Blind Justice)
- 2000: Promoe: Off The Record (/bw.: It's Promoe // Poor Lonesome Homeboy)
- 2001: Promoe: Prime Time (/bw.: Chosen Few)
- 2001: Promoe: Yes Ayah (/bw.: Stay)
- 2004: Promoe: A Likkle Supm Supm (/bw.: Stay)
  - Promoe: These Walls Don't Lie (/bw.: Winona Ryder)
  - Promoe: Long Distance Runner (/bw.: The Hardest Working Man In Shlookbiz // In The Jungle)
- 2006: Promoe (ft. Capleton): Songs Of Joy (/bw.: Time Bandit)
- 2006: Promoe: Headache (/bw.: Drowning By Numbers)
- 2007: Promoe: Sag was (Kool Savas Disstrack) (7 Inch Vinyl)
- 2007: Standard Bearer (Live DVD inkl. Bonus-CD)
- 2008: Diversidad (Europäisches Rap-Projekt mit u. a. Curse)

### Download-Tracks
- 2007: Murder Murdoch (dem Medienmogul Rupert Murdoch gewidmet)
- 2017: Run Deep (mit Embee)
- 2017: Vegan Pussy
- 2017: Still Bangin